# Trypaneoides perpunctatus
Trypaneoides perpunctatus är en tvåvingeart som först beskrevs av Lamb 1912.  Trypaneoides perpunctatus ingår i släktet Trypaneoides och familjen lövflugor.
Artens utbredningsområde är Seychellerna. Inga underarter finns listade i Catalogue of Life.